# Золотарёв, Анатолий Гаврилович
Анатолий Гаврилович Золотарёв (8 февраля 1921 — 15 января 2011) — доктор географических наук, профессор, заслуженный деятель науки РСФСР.

## Биография
Родился в г. Карачев Брянской губернии. Весной 1939 г. вслед за репрессированным отцом и всей семьёй переехал в г. Тайшет Иркутской области. В том же году поступил на геолого-почвенно-географический факультет Иркутского государственного университета (ИГУ).
В августе 1941 г. мобилизован в РККА и служил в ЗабВО до 1946 г.
Окончил ИГУ (1948). Ещё со студенческих лет работал там же на кафедре физической географии.
В 1953 защитил кандидатскую диссертацию «Геолого-геоморфологический очерк Тунгусского бассейна в пределах листа Р-48».
В 1969 защитил докторскую диссертацию «Рельеф и новейшая структура Байкало-Патомского нагорья».
В 1972 г. перешёл на открытую по его инициативе кафедру геоморфологии, возглавлял её до 1989 года, затем до 1997 г. — профессор кафедры.
Декан географического факультета (1980—1982).
Автор прикладных исследований по россыпям золота и алмазов с поисковыми рекомендациями. Под его руководством составлена неотектоническая карта юга Восточной Сибири. Был научным руководителем советско-монгольской Хубсугульской экспедиции.
Автор (соавтор) 130 научных работ (монографии, статьи, карты, учебные пособия).
Сочинения:
- Рельеф и новейшая структура Байкало-Патомского нагорья [Текст] / АН СССР. Сиб. отд-ние. Ин-т географии Сибири и Дальнего Востока. — Новосибирск : Наука. Сиб. отд-ние, 1974. — 120 с., 4 л. схем. : схем.; 21 см.

Заслуженный деятель науки РСФСР (1990), почётный член Географического общества СССР. Награждён тремя орденами и многими медалями.

### Об А. Г. Золотарёве
- Анатолий Гаврилович Золотарев / авт.-сост. Е. Е. Кононов; отв. ред. В. М. Плюснин. — Иркутск : Изд-во Института географии им. В. Б. Сочавы СО РАН, 2025. — 99 с. — (Выдающиеся географы Сибири).
- Анатолий Гаврилович Золотарев : геолог и геоморфолог / Отв. за вып. В. М. Белоусов. — Иркутск : Иркутский государственный университет, 2001. — 213 с. — (Вестник ГеоИГУ ; вып. 3).
- Анатолий Гаврилович Золотарёв (1921—2011) // География и природные ресурсы. — 2011. — № 3. — С. 182-183. — (Памяти ученых).
- Анатолий Золотарев. Знаменитые выпускники. 100-летие ИГУ. Иркутский государственный университет. Архивировано 15 июля 2019 года.
- Вручение стипендии им. А. Г. Золотарёва. Географический факультет (15 февраля 2016). Дата обращения: 30 июня 2025.
- «З» – Золотарев Анатолий. 100-летие ИГУ. Иркутский государственный университет. Архивировано 14 марта 2018 года.
- Золотарев Анатолий Гаврилович // Иркутский государственный университет : ректоры, деканы, профессора (1918—1998) / В. T. Агалаков, О. А. Горащенова, И. И. Кузнецов [и др.] ; Ред. коллегия: А. И. Смирнов, Г. И. Медведев, Н. Н. Щербаков [и др.]. — Иркутск : Агентство «Комсомольская правда — Байкал», Изд-во Иркут. ун-та, 1998. — С. 35.